# میگل پالانکا
میگل پالانکا (انگلیسی: Miguel Palanca؛ زادهٔ ۱۸ دسامبر ۱۹۸۷) بازیکن فوتبال اهل اسپانیا است.
از باشگاه‌هایی که در آن بازی کرده‌است می‌توان به باشگاه فوتبال اسپانیول، باشگاه فوتبال نومانسیا، باشگاه فوتبال رئال مادرید، باشگاه فوتبال آدلاید یونایتد، باشگاه فوتبال رئال مادرید کاستیا، باشگاه خیمناستیک تاراگونا، و باشگاه فوتبال الچه اشاره کرد.